# Tetjana Savenková
Tetjana Olehovna Savenková (* 4. března 1987 Kryvyj Rih) je bývalá ukrajinská zápasnice – sambistka, judistka a sumistka.

## Sportovní kariéra
S judem/sambem začínala v 11 letech Kryvym Rihu pod vedením Anatolije Kantura. Vrcholově se připravovala v policejním tréninkovém centru Dynamo-Silejr v Dnipru pod vedením Anatolije Pyroha. V Dnipru vyrůstala po boku nejvšestrannější ukrajinské zápasnice Maryny Pryščepové. V ukrajinské ženské judistické a sambistické reprezentaci se pohybovala od roku 2006. V judu startovala ve střední váze do 70 kg, ale na mezinárodní vrcholovou úroveň výkonnostně nestačila. V zápasu sambo získala v roce 2013 titul mistryně světa ve váze do 72 kg.

## Výsledky

### Judo
| Turnaj             | 2003         | 2004         | 2005         | 2006         | 2007         | 2008         | 2009         | 2010         | 2011         | 2012         |
| Turnaj             | 16           | 17           | 18           | 19           | 20           | 21           | 22           | 23           | 24           | 25           |
| Turnaj             | střední váha | střední váha | střední váha | střední váha | střední váha | střední váha | střední váha | střední váha | střední váha | střední váha |
| ------------------ | ------------ | ------------ | ------------ | ------------ | ------------ | ------------ | ------------ | ------------ | ------------ | ------------ |
| Olympijské hry     |              | —            |              |              |              | —            |              |              |              | —            |
| Mistrovství světa  | —            |              | —            |              | —            |              | —            | —            | úč.          |              |
| Mistrovství Evropy | —            | —            | —            | —            | —            | —            | —            | —            | —            | úč.          |
| ME do 23 let       | —            | —            | —            | —            | —            | úč.          | 7.           |              |              |              |
| MS juniorů         |              | —            |              | —            |              |              |              |              |              |              |
| ME juniorů         | —            | 5.           | —            | —            |              |              |              |              |              |              |
| ME dorostenců      | 2.           |              |              |              |              |              |              |              |              |              |

### Sambo
| Turnaj             | 2006 | 2007 | 2008 | 2009 | 2010 | 2011 | 2012 | 2013 | 2014 | 2015 | 2016 |
| Turnaj             | 19   | 20   | 21   | 22   | 23   | 24   | 25   | 26   | 27   | 28   | 29   |
| Turnaj             | -68  | -72  | -72  | -72  | -72  | -72  | -72  | -72  | -72  | -68  | -64  |
| ------------------ | ---- | ---- | ---- | ---- | ---- | ---- | ---- | ---- | ---- | ---- | ---- |
| Mistrovství světa  | —    | —    | —    | 2.   | 3.   | 2.   | úč.  | 1.   | 3.   | úč.  | 3.   |
| Mistrovství Evropy | 3.   | 2.   | 3.   | 1.   | 3.   | —    | 1.   | 1.   | 3.   | 1.   | —    |